# Кафтырев, Василий Иванович
В Википедии есть статья о Кафтыревых.
Василий Иванович Кафтырев (1730-е — 2 октября 1807, Казань) — первый профессиональный казанский архитектор. Представитель русского барокко.

## Биография
Родился в 1730-е годы (точная дата и место рождения неизвестны).
В 1748 — 1753 годах обучался в школе Д. В. Ухтомского. В 1753-1767 годах работал в Дворцовой канцелярии в Москве. С 1753 года  работал в Дворцовом ведомстве, в 1756 году получил чин архитектора-прапорщика. В 1760-1763 годах находился в московской «команде» Ухтомского, которая обслуживала не только Москву, но и другие города, в том числе Казань.
С 1767 года В. И. Кафтырев начинает работать в Казани. Он был направлен Сенатом сюда для наблюдения за строительством и детализации генерального плана, составленного членом Комиссии для строений А.В.Квасовым. Это был его окончательный переезд в Казань – до этого, с 1763 года, он бывал здесь наездами.Он является автором первого регулярного (генерального) плана Казани 1768 года, составленного во исполнение Указа императрицы Екатерины II от 25 июля 1763 года «О сделаньи всем городам, их строению и улицам специальных планов по каждой губернии особо». Этот план был «высочайшее конфирмован» 17 марта 1768 года и послужил основой для последующего казанского градостроительства.
В 1783 году В. И. Кафтырев был назначен казанским губернским архитектором, пробыв на этой должности до 1791 года.
Упокоился 2 октября 1807 года на кладбище Зилантова монастыря. Его могила утеряна.
Более шестидесяти лет Казань застраивалась по регулярному плану, составленному Кафтыревым, и план был практически полностью реализован.
Произвести корректировку  было поручено  Ф.И.Петонди, состоявшему с 1834 года в должности казанского губернского архитектора.Составленный Петонди проект регулярного плана застройки Казани был «высочайше утвержден» в 1838 году. Автор проекта учел существующую планировку и сумел почти целиком сохранить старую регулярную застройку, выполненную по проекту Кафтырева, внеся в нее незначительные поправки.
Градостроительный талант Кафтырева, позволивший ему понять и предвосхитить развитие горой на несколько веков вперед и сделавший Казань одним из самых красивых и живописных городов России ,ставит его на одну ступень с выдающимися архитекторами второй половины XVIII столетия.

## Постройки
По проектам В. И. Кафтырева в Казани, как считается, построены:
- 1767 — дом владельцев Суконной фабрики И. П. и Г. П. Осокиных (бывшая улица Свердлова, 55, корпус 3) — объект культурного наследия № 1610065000, памятник архитектуры федерального значения[3].
- 1769 — Четырёх-Евангелистовская Единоверческая церковь на перекрестке Евангелистовской улицы (ныне — улица Татарстан) и Левой набережной озера Кабан (ныне — улица Марджани) — утрачена после 1917 года.
- 1770 — здание на улице Маркса, 9 — памятник истории республиканского значения[4].
- 1770 — мечеть Марджани (улица Каюма Насыри, 17) — объект культурного наследия № 1610058000, памятник архитектуры федерального значения[5].
- 1770 — Гостиный двор (Кремлёвская улица, 2 / улица Чернышевского, 6) — объект культурного наследия № 1610049001 (недоступная ссылка), памятник архитектуры федерального значения[6].
- 1770 — Дом Л. Н. Урванцева (улица Маркса, 11).
- 1773 — здание Губернской канцелярии (Кремль).

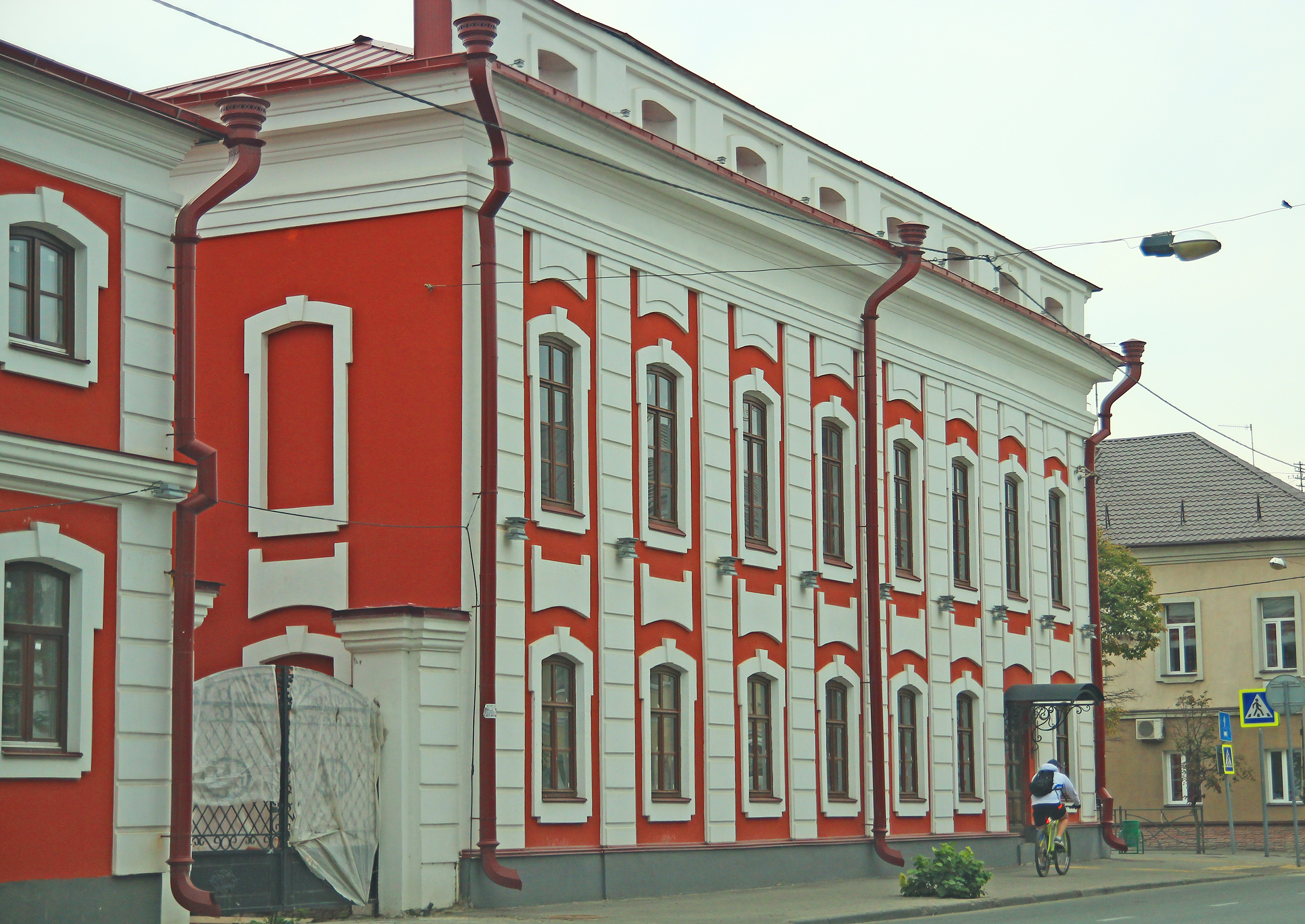
Адмиралтейская контора

- 1773 (или 1774, 1776) — главное здание комплекса Адмиралтейской конторы (улица Маркса, 17 / Большая Красная улица, 20 / Улица Япеева, 6) — объект культурного наследия № 1610020000, памятник архитектуры федерального значения[6].
- 1774 — дом Иноземцева (улица Маркса, 19).
- 1774 (или 1775) — дом Чекмарева-Каменева (улица Маркса, 15) — объект культурного наследия № 1610036000, памятник архитектуры федерального значения[6].
- 1775 — дом Чемезова (улица Кремлёвская, 9).
- 1781 (или 1783) — здание Присутственных мест (Кремль) — объект культурного наследия № 1610053017, памятник архитектуры федерального значения[5][6].
- 1781 — Архиерейская дача — летняя резиденция казанского архиерея (посёлок Горки, у озера Дальний Кабан) — объект культурного наследия № 1610028001, памятник архитектуры республиканского (регионального) значения[7]
- 1786 — Корпус управы благочиния (богадельня) (улица Баумана, 12) — памятник архитектуры муниципального (местного) значения[8].
- 1786 — дом князя Тенишева (часть современного здания Казанского университета).
- 1788 — здание Городского магистрата (улица Баумана, 3) — объект культурного наследия № 1610013000, памятник архитектуры федерального значения[6].
- 1796 — Торговые ряды хлебного базара (улица Баумана, 11 / Профсоюзная улица, 12; Профсоюзная улица, 10, 14, 16) — памятник истории и культуры муниципального (местного) значения[9].
- конец XVIII века — гостиница Дворянского собрания (улица Рахматуллина, 6) — объект культурного наследия № 1610063000 (недоступная ссылка), памятник истории федерального значения[10].
- конец XVIII века — здание гимназии (улица Карла Маркса, 41 / улица Жуковского, 13) — объект культурного наследия № 1610040000 (недоступная ссылка), памятник архитектуры федерального значения[6].
- конец XVIII века — здание гимназии (улица Дзержинского, 9 / 1) — памятник архитектуры республиканского значения[11].
- конец XVIII века — питейный дом (улица Свердлова, 53) — памятник архитектуры республиканского значения[11].
- начало XIX века — часовня Иоанно-Предтеченского монастыря (улица Баумана) — утрачена.
- Городской сад «Черное озеро»

Некоторые из этих зданий находятся в аварийном состоянии.